# Гаго Драго
Гагик «Гаго Драго» Арутюнян (арм. Gagik Arutyunyan, 8 марта 1985, Веришен, Армения)— нидерландский кикбоксер армянского происхождения. Многократный победитель международных турниров.

## Биография

### Детство
Гаго родился 8 марта 1985 года в селе Веришен в Армении. В четыре переехал с отцом в Нидерланды. В 14 пошел в спортивный клуб Gym Alkmaar заниматься кикбоксингом.

### Профессиональная карьера
К двадцати годам Гагик Арутюнян сменил свое настоящее имя на бойцовский псевдоним Гаго Драго. До 2005 года он имел право биться только на территории стран Бенилюкса из-за проблем с визой. Когда Гаго получил голландское гражданство, смог начать выступать по всему миру. Болельщикам нравился его агрессивный стиль. В течение четырёх лет — с 2002 до 2006 Гаго оставался непобежденным. Фалде Чанбари остановил беспроигрышную серию Драго на турнире WFCA. В апреле того же года он дебютировал на K-1 World MAX 2006 World Tournament Open. Победа обеспечила Гаго место в восьмерке лучших бойцов по этой версии. В мае 2006 Драго бился в супербое на K-1 World GP 2006 в Амстердаме, в котором проиграл Рею Старингу. В июне того же года он впервые участвовал в финальном турнире K-1 World MAX. В первом бою Гаго по очкам выиграл у Альберта Крауса. Следующим соперником Драго был Буакав Пор Прамук, который в итоге и стал победителем турнира. В 2007 Гаго проиграл в четвертьфинале финального турнира K-1 World MAX Энди Сауэру. В 2010 Драго выступил в Enfusion Kickboxing. В финале Гаго бился с представителем школы муай-тай Пайонсука, не знавшим поражения в течение 2 лет. Голландец победил по очкам и завоевал титул чемпиона. В полуфинале противником Драго был родной брат Джорджио Петросяна — Артур. В 2012 Гаго проиграл Бату Хасикову в Москве. В конце карьеры он стал представлять российский Клуб единоборств «№ 1».
За свою карьеру в ударных видах Драго провел 108 боев, в 74 из которых одержал победу, 28 проиграл и в 4 была зафиксирована ничья. В смешаных единоборствах — из семи боев победил в одном, остальные проиграл. Рост бойца 175 см, вес 70 кг.
Гаго дружит с Геворгом Петросяном — мировой звездой кикбоксинга. Они вместе тренируются и проводят семинары в Европе.
На вопрос о происхождении своего псевдонима Гаго рассказал легенду о том как его голландский друг перед одним из первых боев пообещал называть его «Гаго Драго» по аналогии с известным киногероем Дольфа Лундгрена в случае победы, а в случае поражения — нецензурно.

### Титулы
- 2002 — чемпион стран Бенилюкс по муай-тай
- 2004 — чемпион Европы по муай-тай по версии WMTC
- 2006 — полуфиналист K-1 World MAX
- 2008 — чемпион мира по кикбоксингу[3]
- 2010 — полуфиналист K-1 World MAX
- 2010 — победитель турнира по кикбоксингу Enfusion[1]